# Eszelős szívatás
Az Eszelős szívatás (eredeti cím: Nothing but Trouble) 1991-ben bemutatott sötét humorú amerikai horror-filmvígjáték. A filmet Dan Aykroyd írta és rendezte (rendezői debütálásaként), testvére, Peter Aykroyd története alapján. A főbb szerepekben Chevy Chase, Dan Aykroyd, John Candy és Demi Moore látható. Tupac Shakur mellékszerepben tűnik fel a Digital Underground együttes tagjaként, a rappernek ez volt az első filmszerepe.
Az Amerikai Egyesült Államokban 1991. február 15-én bemutatott film anyagi és kritikai szempontból is megbukott. Aykroyd a 12. Arany Málna-gálán – több egyéb kategóriában való jelölés mellett – megnyerte a legrosszabb férfi mellékszereplőnek járó díjat.

## Cselekmény
Manhattani lakásában tartott partiján Chris Thorne, a dúsgazdag és népszerű pénzügyi újságíró megismerkedik Diane Lightson ügyvédnővel és beleegyezik, hogy másnap autóján elviszi a nőt Atlantic Citybe egy üzleti megbeszélésre. Thorne ügyfelei, a harsány és szintén tehetős brazil testvérpár, Fausto és Renalda Squiriniszu meghívatják magukat az útra. Chris letér a főútról és egy Valkenvania nevű elhagyatott faluban kötnek ki. Egy stoptábla figyelmen kívül hagyása miatt Dennis Valkenheiser rendőr üldözőbe veszi autójukat. A rendőrség elfogja a menekülő autó utasait és Dennis a 106 éves nagyapja, Alvin Valkenheiser bíró elé viszi őket. Chris megsérti a különc férfit, ezért társaival együtt egy csapóajtón át egy szobába zárják őket, hogy másnap folytassák a tárgyalást. Fültanúi lesznek, ahogyan a bíró halálra ítél egy drogdílerekből álló társaságot és egy Kicsontozó Úr névre hallgató, bizarr hullámvasúttal végre is hajtja az ítéletet. Chris, Diane és a brazil testvérpár elfogadja a bíró vacsorameghívását: megtudják, hogy a bíró azóta neheztel minden bankárra, amióta egy balul sikerült szénbányász üzlet miatt tönkrement a családjuk. A csapat szökni próbál, de Alvin néma és túlsúlyos unokája, Eldona elfogja Christ és Diane-t. A brazilok, nyomukban Dennis fegyvermániás unokanővérével, Miss Purdahhal, meg tudják vesztegetni Dennist és elszöknek a faluból.
Chris és Diane is kiszabadul, ezután a labirintusszerű, csapdákkal teli épületben menekülve különválnak útjaik. A roncsautókkal zsúfolt udvaron Diane megismerkedik és összebarátkozik a bíró súlyosan eltorzult külsejű és a házból kitiltott unokáival, Bobóval és Lil' Debbull-lal. A bíró ismét elcsípi Christ és csak akkor nem bünteti meg a lehető legsúlyosabb módon, ha a férfi feleségül veszi Eldonát. A bíróságon gyorshajtás miatt a Digital Underground együttes tagjai is tárgyalásukra várnak, de rögtönzött koncertjükkel lenyűgözik a bírót és szabadon távozhatnak. Az esküvőn tanúként még részt vesznek, Chris ugyan végigcsinálja a szertartást, de aztán könyörögni kezd a zenészeknek, hogy mentsék meg szorult helyzetéből. A banda tagjai nem értik a problémáját és nevetve faképnél hagyják. 
A bíró Kicsontozó Úr általi halálra ítéli az unokáját vérig sértő Christ. A szerkezet az utolsó pillanatban tönkremegy, Chris épségben kiszabadul és megmenti Diane-t, akit a bíró egy nyaktilóhoz hasonló eszközzel kísérel meg kivégezni. A páros elmenekül és éppen csak sikerül felugraniuk egy New York-i tehervonatra. A rendőrségre mennek és elmesélik menekülésük történetét, majd elkísérik a felfegyverzett rendőröket a bíró házához. Itt azonban kiderül, a rendőrök nem csupán ismerik a bíró tevékenységét, de a szövetségesei is. Ekkor a föld alatt lángoló szénbánya hatalmas földrengést okoz, elpusztítva a települést és lehetővé téve Chris és Diane szökését. 
New Yorkban Chris a televízióban látja a városka pusztulásának hírét, ezután a képernyőn megjelenik a bíró, kezében Chris elkobozott jogosítványával és bejelenti: családjával együtt New Yorkba fog költözni, unokája férjéhez, vagyis Chrishez. Chris a lakása falait áttörve, pánikszerűen menekülni kezd.

## Szereplők
| Színész            | Szerep                        | Magyar hang        |
| ------------------ | ----------------------------- | ------------------ |
| Chevy Chase        | Chris Thorne                  | Kovács István      |
| Dan Aykroyd        | Alvin "J.P" Valkenheiser bíró | Koroknay Géza      |
| Dan Aykroyd        | Bobo                          | Kránitz Lajos      |
| John Candy         | Dennis Valkenheiser rendőr    | Vajda László       |
| John Candy         | Eldona Valkenheiser           | néma szerep        |
| Demi Moore         | Diane Lightson                | Tóth Enikő         |
| Valri Bromfield    | Miss Purdah                   | Menszátor Magdolna |
| Taylor Negron      | Fausto Squiriniszu            | Varga Tamás        |
| Bertila Damas      | Renalda Squiriniszu           | Orosz Helga        |
| Raymond J. Barry   | Mark FBI-ügynök               | Pathó István       |
| Brian Doyle-Murray | Brian FBI-ügynök              | Kardos Gábor       |
| John Wesley        | Sam                           |                    |
| Daniel Baldwin     | díler                         | Csuja Imre         |

## Fogadtatás

### Bevételi adatok
A 40 millió dolláros költségvetésből készült film a bemutató hétvégéjén 1671 amerikai moziban került műsorra és 3 966 240 dollár bevételt ért el (ezzel a 8. helyezést szerezve meg olyan filmek mögött, mint A bárányok hallgatnak vagy az Egy ágyban az ellenséggel). 
Az Amerikai Egyesült Államokban összesen 8 479 793 dollárt termelt.

### Kritikai visszhang
A Rotten Tomatoes weboldalon 24 kritikus véleménye alapján a film 13%-os értékelést kapott. Az oldal összefoglalója szerint „…groteszk vígjáték, amely nagyobb valószínűséggel tölti el undorral a közönséget, mintsem megnevettetné őket”.
Évekkel később a főszereplő Chevy Chase is kifejezte nemtetszését a film iránt. A színész azt állította, csak az Aykroydhoz fűződő barátsága miatt vállalta el annak idején Chris Thorne szerepét.

### Díjak és jelölések

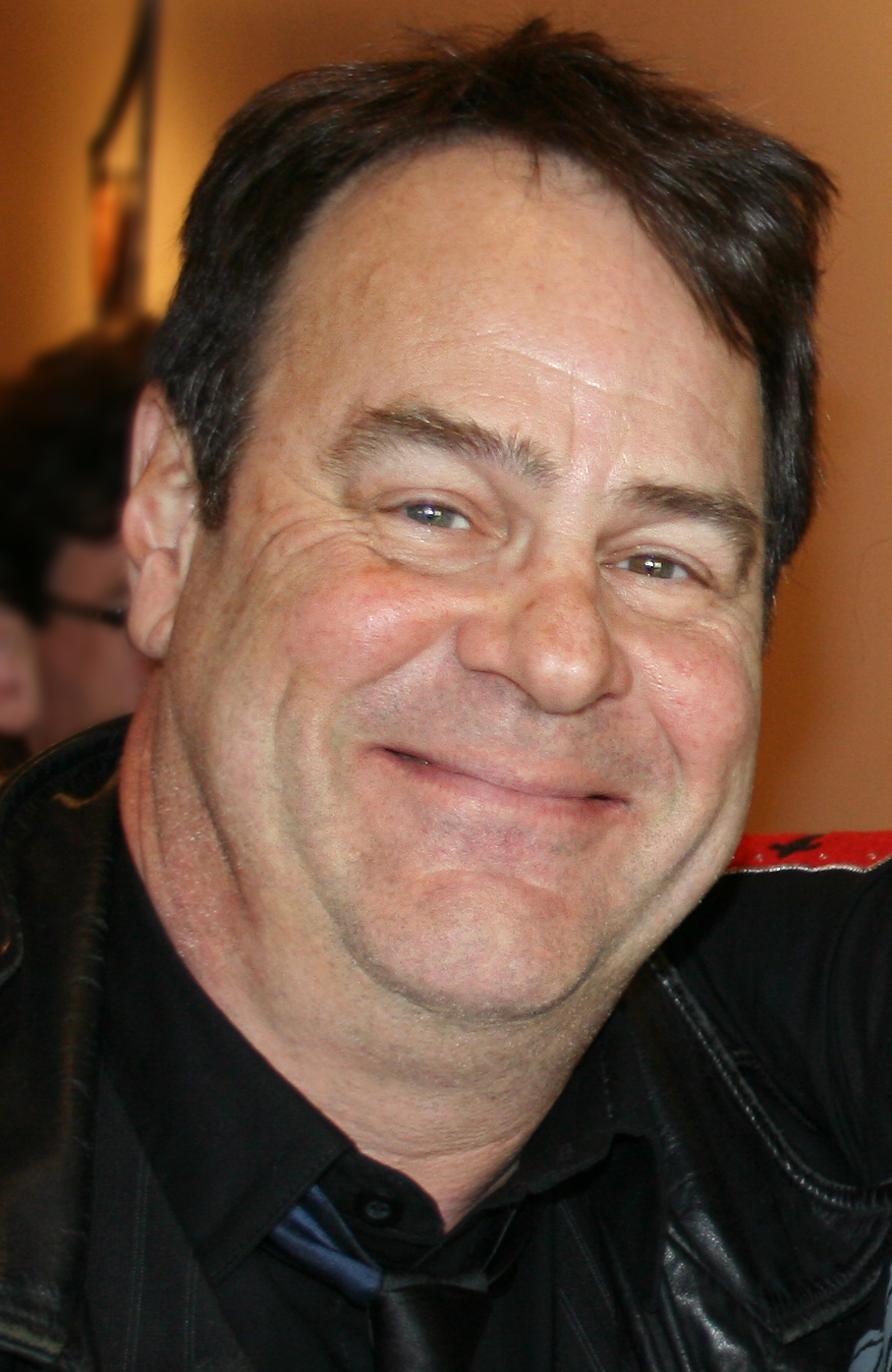
Az elsőfilmes rendező Dan Aykroyd négy kategóriában kapott Arany Málna-jelölést, ebből egyet vehetett át

A filmet hat kategóriában jelölték a 12. Arany Málna-gálán, ebből egy díjat vehetett át.
| Díj                           | Kategória                        | Jelölt                                               | Eredmény |
| ----------------------------- | -------------------------------- | ---------------------------------------------------- | -------- |
| Arany Málna díj               | legrosszabb film                 | Robert K. Weiss                                      | Jelölve  |
| Arany Málna díj               | legrosszabb női főszereplő       | Demi Moore (Csere-bere páros című filmmel megosztva) | Jelölve  |
| Arany Málna díj               | legrosszabb férfi mellékszereplő | Dan Aykroyd                                          | Elnyerte |
| Arany Málna díj               | legrosszabb női mellékszereplő   | Dan Aykroyd (nőnek öltözve)                          | Jelölve  |
| Arany Málna díj               | legrosszabb rendező              | Dan Aykroyd                                          | Jelölve  |
| Arany Málna díj               | legrosszabb forgatókönyv         | Dan Aykroyd & Peter Aykroyd                          | Jelölve  |
| Szaturnusz-díj                | legjobb smink                    | David B. Miller                                      | Jelölve  |
| The Stinkers Bad Movie Awards | legrosszabb film                 | Robert K. Weiss                                      | Elnyerte |

## Fordítás
- Ez a szócikk részben vagy egészben  a   Nothing but Trouble (1991 film) című angol Wikipédia-szócikk fordításán alapul.  Az eredeti cikk szerkesztőit annak laptörténete sorolja fel. Ez a jelzés csupán a megfogalmazás eredetét és a szerzői jogokat jelzi, nem szolgál a cikkben szereplő információk forrásmegjelöléseként.